# Alcaptonúria
A alcaptonúria ou ocronose é uma doença genética  rara (autossómica recessiva), que afecta o metabolismo da tirosina. Foi a primeira doença genética a ser identificada (em 1902).
Uma das características distintivas desta doença é a particulariedade da urina se tornar escura após várias horas de exposição ao ar. Além disso, a doença se caracteriza por artrite aguda (especialmente na coluna vertebral)  e urina escurecida, entre outros problemas.
A doença é causada por deficiência da enzima dioxigenase do ácido homogentísico (um subproduto tóxico da tirosina). No metabolismo da tirosina, a oxidase converte o ácido homogentísico em ácido maleilacetoacético. Quando há deficiência da oxidase, ocorre um acúmulo de ácido homogentísico. Este se oxida, formando benzoquinonas, as quais, por sua vez, formam polímeros semelhantes à melanina que se acumulam no tecido conjuntivo.
Seu gene está localizado na banda 2 do braço longo do cromossomo 3 (3q2).

## Sintomas
As manifestações clínicas mais importantes da ocronose são: artropatia, pigmentação ocular e cutânea, urina escura e acometimento cardiovascular. O diagnóstico é clínico, confirmado pela presença do ácido homogentísico na urina (aproximadamente 5g/24hs).
Problemas no coração, pedras nos rins e na próstata são alguns dos outros sintomas causados pela Alcaptonúria.

## Frequência
A incidência da alcaptonúria na população é de aproximadamente 1:1.000.000 de nascimentos, sem predominância étnica.

## Tratamento
Até o presente, nenhum tipo de tratamento se demonstrou comprovadamente eficaz para reduzir as complicações da alcaptonúria. Geralmente os tratamentos recomendados incluem grandes doses de ácido ascórbico (vitamina C) e dietas com restrição de fenilalanina e de tirosina. As dietas podem ser eficazes em crianças, mas os benefícios em adultos não foram demonstrados.
O herbicida nitisinona inibe a ação da enzima 4-hidroxifenilpiruvato dioxigenase,  que induz a produção do ácido homogentísico a partir do  ácido 4-hidroxifenilpirúvico. Isso provoca redução do ácido homogentísico. O principal efeito colateral da nitisinona é a irritação da córnea. Também é possível que cause sintomas de tirosinemia do tipo III (tirosinemia hereditária), decorrente de uma possível acumulação de tirosina ou de outras substâncias intermediárias. Estudos adicionais estão em curso, nos Estados Unidos e na Europa.
Em 2013, a imprensa divulgou a história do britânico Nick Sireau, que tem dois filhos Julien (12 anos) e Daniel (10 anos) portadores de alcaptonúria. Sireau decidiu estudar a doença logo depois do nascimento de Julien e passou a colaborar com o professor Lakshminarayan Ranganath e o paciente Robert Gregory, ambos do Royal Liverpool University Hospital, para pesquisar a doença. Os primeiros testes com a nitisinona parecem indicar sua eficácia no tratamento da doença, mas ainda será necessário realizar um certo número de testes para verificar a hipótese. Sireau está atualmente tentando levantar fundos para ajudar 140 pacientes a viajar a fim de participarem dos testes clínicos com nitisinona, durante cinco anos.